# Vrécourt
Vrécourt é uma comuna francesa na região administrativa do Grande Leste, no departamento de Vosges. Estende-se por uma área de 12.46 km². Em 2010 a comuna tinha 365 habitantes (densidade: 69,5 hab./km²).